# Archevêché des églises orthodoxes russes en Europe occidentale

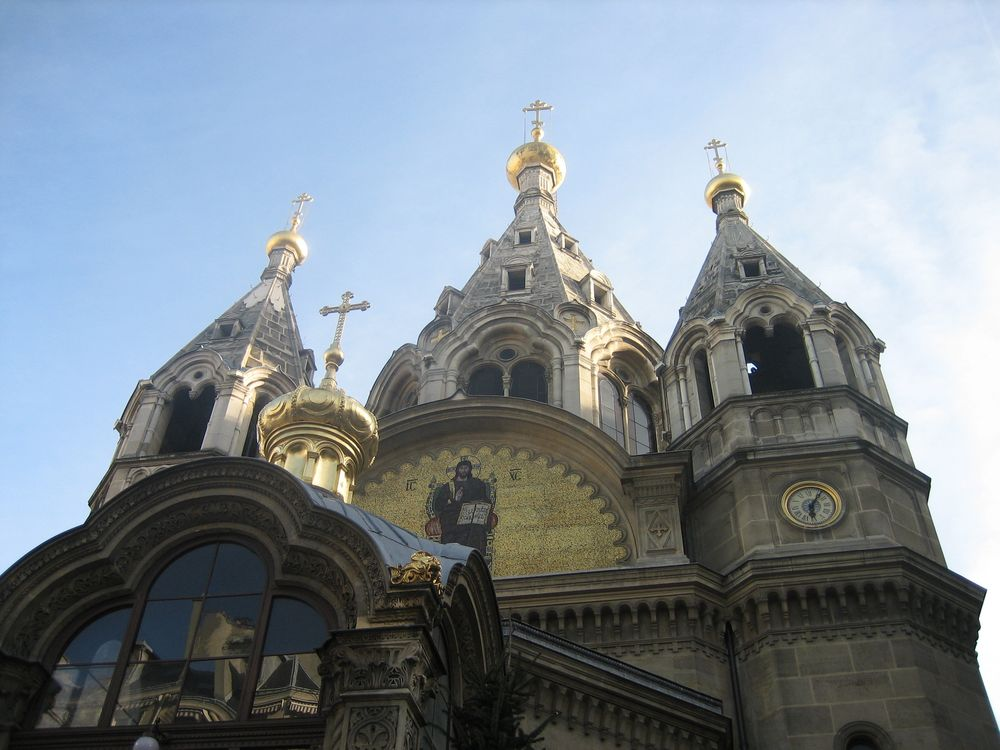
Cathédrale Saint-Alexandre-Nevsky, rue Daru, Paris

 (décembre 2019).
 (décembre 2019).
L'archevêché des églises orthodoxes de tradition russe en Europe occidentale (en russe : Архиепископия православных русских церквей в Западной Европе) est un diocèse doté d'un statut particulier au sein de l'Église orthodoxe russe avec un centre à Paris, dont les paroisses sont situées dans plusieurs pays d'Europe, principalement en France.

## Histoire
L'archevêché fut créé au début des années 1920, en combinant les paroisses russes qui se trouvaient dans la juridiction métropolite Euloge (Guéorguiévsky) à l'étranger. En février 1931, il est admis au Patriarcat de Constantinople sous le statut d'"exarchie temporaire". En 1965, le Patriarcat de Constantinople a renoncé à sa compétence sur lui et l'a béni dans l’intention de revenir à la subordination du patriarche de Moscou. Le 22 janvier 1971, le Patriarcat de Constantinople a rétabli sa juridiction sur les paroisses, la transformant en archidiocèse des paroisses orthodoxes russes en Europe occidentale sous la tutelle de la Métropole orthodoxe grecque de France. 
Le 27 novembre 2018, le Saint Synode du Patriarcat œcuménique prend la décision de retirer le Tomos de 1999 et de dissoudre l'Archevêché des églises orthodoxes russes en Europe occidentale en décrétant « l’intégration et le rattachement des paroisses aux différentes Saintes Métropoles du Patriarcat œcuménique dans les pays où elles se trouvent »,,. Le Bureau de l'Administration diocésaine de l'archevêché, quant à lui, fit part dans un communiqué du lendemain que l'archevêque-exarque Mgr Jean de Charioupolis n'avait pas été mis au courant des agissements du Patriarcat ni même consulté à ce propos ; Mgr Jean appela néanmoins les clercs et les laïcs à « garder leur calme » et « se recueillir dans la prière ». Le 28 novembre 2018, l'Institut de théologie orthodoxe Saint-Serge a exprimé dans un communiqué son attachement fidèle à la personne du Patriarche Bartholomé et sa soumission à l'autorité épiscopale du métropolite de France Mgr Emmanuel Adamakis.
Le 23 février 2019, l'assemblée générale extraordinaire de l’Archevêché refuse la dissolution de celui-ci.
Le 7 septembre 2019 : l'assemblée générale extraordinaire vote à 58,1% pour le rattachement canonique au Patriarcat de Moscou.
Le 14 septembre 2019, le Saint Synode de l'Église orthodoxe russe examine une lettre de l’archevêque Jean Renneteau, responsable de l’Archevêché des paroisses orthodoxes de tradition russe en Europe occidentale, dans laquelle il demande le rattachement au Patriarcat de Moscou avec tous les membres du clergé et les paroisses qui souhaiteraient le suivre. Il fut décidé d’accepter Son Éminence l’archevêque Jean Renneteau dans la juridiction du Patriarcat de Moscou avec le titre « de Doubna » ainsi que tous les membres du clergé et les paroisses se trouvant sous sa direction qui voudraient faire de même. On confia alors la direction des susdites paroisses à l’archevêque de Doubna Jean. Après réception de la lettre de l’assemblée, des représentants des paroisses concernées voulurent revenir sur leur organisation canonique en se basant sur les spécificités historiques du fonctionnement diocésain et paroissial ainsi que sur les spécificités pastorales et liturgiques établies par le métropolite Euloge. Celui-ci tenait compte des particularités de ces paroisses en Europe occidentale.
En Juin 2020 : Syméon Cossec et Élisée Germain sont élus auxiliaires de Mgr Jean Renneteau.
Le 4 décembre 2020, un accord a été signé, constituant à l’aboutissement d’une démarche visant à trouver une issue pacifique à la situation conflictuelle par Monseigneur Jean et le Conseil de l’Archevêché d'un côté et par Monseigneur Emmanuel et les paroisses du vicariat de tradition russe de l'autre.

## Organisation jusqu'en 2018
- Doyenné d'Île-de-France
- Doyenné de l'ouest de la France
- Doyenné du centre de la France
- Doyenné de l'est de la France
- Doyenné du sud-est de la France
- Doyenné du sud-ouest de la France
- Doyenné d'Allemagne
- Doyenné de Belgique
- Doyenné d'Espagne
- Doyenné d'Italie
- Doyenné des Pays-Bas
- Doyenné de Scandinavie (Danemark, Norvège, Suède)
- Vicariat de Grande-Bretagne et d'Irlande

## Archevêques
- 1925-1946 : métropolite Euloge Euloge Guéorguivesky) ;
- 1947-1965 : évêque Cassien (Serge S. Bezobrazoff)[12] ;
- 1965-1981 : Archevêque Georges (Tarassov)[13] ;
- 1981-1993 : archevêque Georges d’Eudociade (Georges Wagner (ru)) ;
- 1993-2003 : archevêque Serge d’Eucarpie (Serge Konovaloff) (ru) ;
- 2003-2013 : archevêque Gabriel de Comane[14]  (26 octobre 2013 : décès de l’archevêque Gabriel de Comane)[15].
- 2013-2015 : archevêque Job de Telmessos (Ihor Getcha) ;
- 2 novembre 2013 : élection de l'archimandrite Ihor Getcha[16], élu archevêque de Telmessos par le Saint-Synode du Patriarcat œcuménique de Constantinople[17].
- 22 avril 2016 : élection de monseigneur Jean Renneteau, élu archevêque de Charioupolis par le Saint-Synode du patriarcat œcuménique de Constantinople.